# Misericórdia (Lissabon)
Misericórdia is een plaats (freguesia) in de Portugese gemeente Lissabon en telt 9.658 inwoners (2021).

## Indeling
In 2012 werd de freguesia Misericórdia gevormd uit de samenvoeging van vier freguesia's.
| Huidige freguesia | Huidige freguesia | Huidige freguesia | Freguesias voor 2012 | Freguesias voor 2012 | Freguesias voor 2012 |
| Freguesia         | Inwoners          | Oppervlakte       | Freguesias           | Inwoners             | Oppervlakte          |
| ----------------- | ----------------- | ----------------- | -------------------- | -------------------- | -------------------- |
| Misericórdia      | 13.044            | 2,19 km²          | Encarnação           | 2.252                | 0,19 km²             |
| Misericórdia      | 13.044            | 2,19 km²          | Mercês               | 4.345                | 0,27 km²             |
| Misericórdia      | 13.044            | 2,19 km²          | Santa Catarina       | 3716                 | 0,21 km²             |
| Misericórdia      | 13.044            | 2,19 km²          | São Paulo            | 2.728                | 0,44 km²             |
| Census: 2011      |                   |                   |                      |                      |                      |

| Detailkaart              |
| ------------------------ |
|                          |
| Indeling voor en na 2012 |